# Guanahani

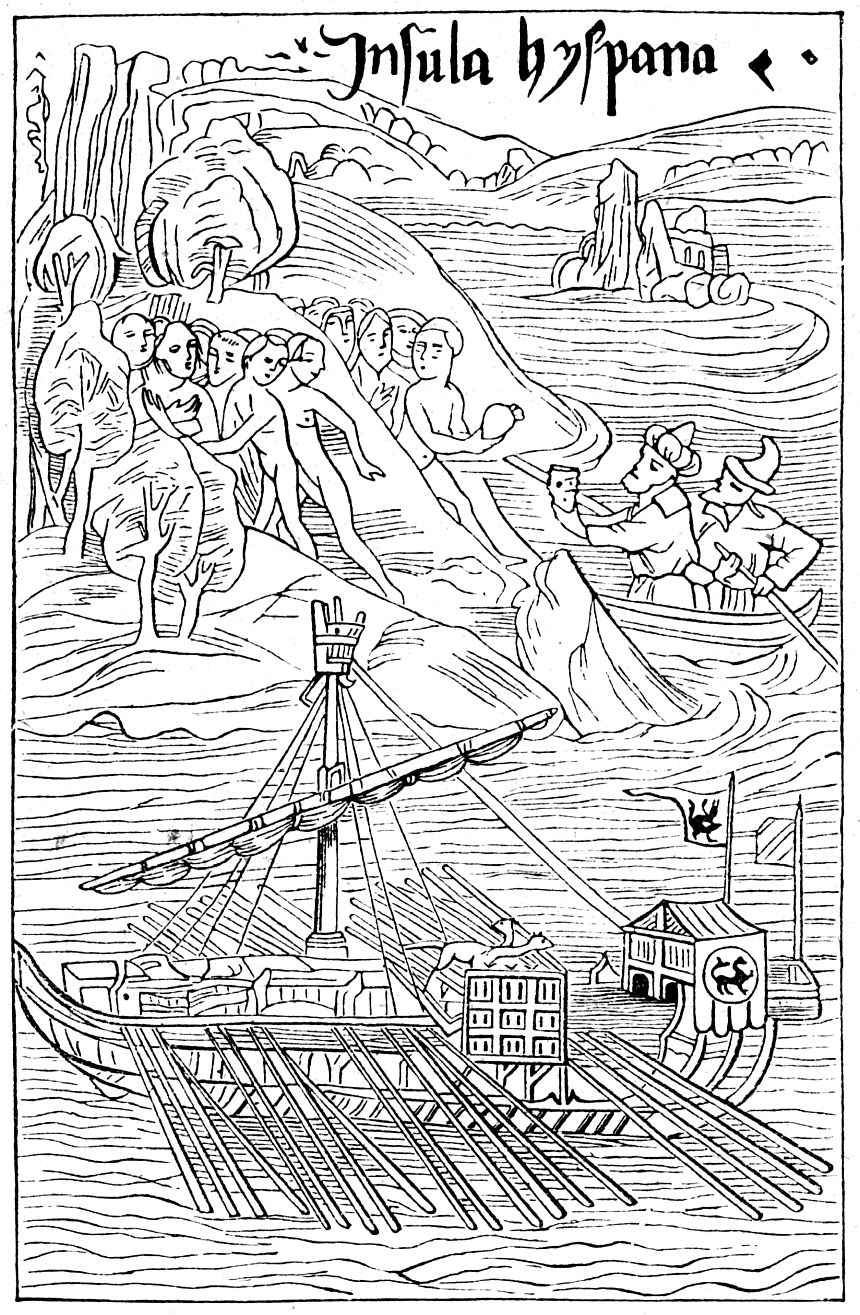
Kolumbus landet auf Guanahani (Holzschnitt)

Guanahani ist der Name der Insel im Bereich der heutigen Bahamas, auf der Christoph Kolumbus am 12. Oktober 1492 erstmals den Boden Amerikas betrat. Er gab der Insel, die nach seinen Angaben von den Einheimischen Guanahani genannt wurde, aus Dankbarkeit für die gelungene Überfahrt den neuen Namen San Salvador (span. für: Heiliger Erlöser, Heiland). Er verständigte sich friedlich mit den indianischen Einwohnern und ihrem Häuptling; die Besatzung seiner drei Schiffe trieb mit ihnen etwas Tauschhandel. Von Guanahani segelten die Entdecker weiter zur großen Antillen-Insel Hispaniola, die 500 km südlich liegt.

## Identität der Insel
Da die Spanier die Insel nicht besiedelten und die Ureinwohner bis 1520 vollständig versklavten, ist die Identität der Insel weiterhin Gegenstand einer wissenschaftlichen Kontroverse. Im Jahre 1925 beschloss das House of Assembly, das Parlament der Bahamas, der zwischenzeitlich Watling Island genannten Insel den Namen San Salvador zu geben, den Kolumbus laut seinem Bordbuch für Guanahani gewählt hatte, und insofern San Salvador mit Guanahani gleichzusetzen. Bis Anfang des 19. Jahrhunderts war mit San Salvador die heute als Cat Island bekannte Insel bezeichnet worden.
Die National Geographic Society berechnete 1986 die Route mit Hilfe von Computerprogrammen anhand des Logbuchs des Kolumbus neu und kam zu der These, Samana Cay sei die Insel, welche Kolumbus am 12. Oktober 1492 entdeckte. Seither sind jedoch nach dem gleichen Prinzip durchgeführte Untersuchungen immer wieder auch zu völlig anderen Ergebnissen gekommen, da das Logbuch der ersten Reise lediglich in einer durch Bartolomé de Las Casas gefertigten Abschrift erhalten ist, die zudem in weiten Teilen seinen Inhalt nur zusammenfassend wiedergibt und damit unterschiedlichen Interpretationen breiten Raum gibt.
Weitere Inseln, die von verschiedenen Autoren als Kandidaten für Guanahani vorgeschlagen wurden, sind Plana Cays, Egg Island und die  Caicos.